# Studio Ghibli
Pour les articles homonymes, voir Ghibli.
Le Studio Ghibli Inc. (株式会社スタジオジブリ, Kabushiki gaisha sutajio Jiburi) est un studio d'animation japonais fondé par Hayao Miyazaki et Isao Takahata en 1985. Il produit des longs-métrages et courts-métrages d'animation, ainsi que, dans une moindre mesure, des téléfilms, des séries et des jeux vidéo. Le studio est connu principalement pour ses longs-métrages destinés à un large public et dont plusieurs ont remporté des succès auprès de la critique et du public, ainsi que de nombreuses récompenses, notamment Mon voisin Totoro (1988), Le Tombeau des lucioles (1988), Princesse Mononoké (1997), Le Voyage de Chihiro (2001), Le Château ambulant (2004) et Le Garçon et le Héron (2023).
Le studio Ghibli est récompensé à titre collectif par une Palme d'or d'honneur lors du festival de Cannes 2024.

## Origine et prononciation
Le nom « Ghibli » vient du mot italien ghibli (que l’on trouve en anglais sous les formes « ghibli », « gibli », « gibleh »), issu du nom arabe libyen du sirocco, le vent chaud du désert : قبلي (qiblī). Il renvoie également au nom d’un avion de reconnaissance italien utilisé pendant la Seconde Guerre mondiale, le Caproni Ca.309 Ghibli. C’est Hayao Miyazaki, grand amateur d'aviation, qui a choisi ce nom. Pour lui, le studio Ghibli se doit de jouer un rôle d'éclaireur dans le secteur de l'animation japonaise, et d'y faire souffler un vent de nouveauté,.
Ghi, dans le mot italien, se prononce comme le mot français « gui » (/ɡi/), alors que, dans le nom du studio, en japonais, il se prononce, comme l’indique son écriture en katakanas (ジブリ), « dji » (/d͡ʒi/) : /d͡ʑiꜜbɯᵝɾʲi/ . La prononciation « gui » a cependant été utilisée par le studio au Japon pour les titres « anglicisés » des courts-métrages Ghiblies et Ghiblies Episode 2, prononcés « giburīzu » (ギブリーズ).

## Histoire

### Fondation et débuts
|  |

Le studio est créé en juin 1985 par les cinéastes japonais Hayao Miyazaki et Isao Takahata, et par la compagnie Tokuma Shoten, éditrice du magazine sur l'animation, Animage. En pratique, l'équipe existe déjà lors de la création du film Nausicaä de la Vallée du Vent, en 1984. Le film a été produit au sein du studio Topcraft. Mais le succès de Nausicaä, qui attire plus de 900 000 spectateurs en une cinquantaine de jours, ouvre la voie à la création d'un studio à part entière, plus propice à des projets qui laisseraient une plus grande indépendance et donc une meilleure liberté artistique à Miyazaki et Takahata. Plusieurs artistes ayant travaillé sur Nausicaä rejoignent le studio Ghibli et en deviennent des collaborateurs de longue date, comme l'animatrice Makiko Futaki (qui travaille pour Ghibli pendant près de trente ans), Yoshinori Kanada, Katsuya Kondō et Kitarō Kōsaka.
Utilisant les bénéfices réalisés grâce à Nausicaä, Hayao Miyazaki met en production en 1985 un téléfilm documentaire qui marque l'accès d'Isao Takahata à la réalisation : L'Histoire des canaux de Yanagawa. Au départ, le film doit être consacré à l'histoire de l'école de la ville, mais, au cours de ses visites de repérages, Isao Takahata découvre les canaux de Yanagawa, qui remontent au XVIe siècle, et se passionne tant pour eux qu'il leur consacre le film. Constitué en majorité de prises de vue réelles, auxquelles s'ajoutent quelques séquences d'animation, le téléfilm relate les efforts des habitants de la ville de Yanagawa, dans la préfecture de Fukuoka, pour préserver les canaux de la ville contre une pollution galopante. La production prend du retard et Takahata dépasse largement le budget prévu, si bien que Miyazaki doit l'assister à la réalisation pour boucler le film, qui est diffusé sur la chaîne NHK en 1987. Il est très peu diffusé hors du Japon. N'ayant jamais été diffusé sous le logo des studios Ghibli, il demeure un cas à part, généralement non listé parmi les productions du studio,.

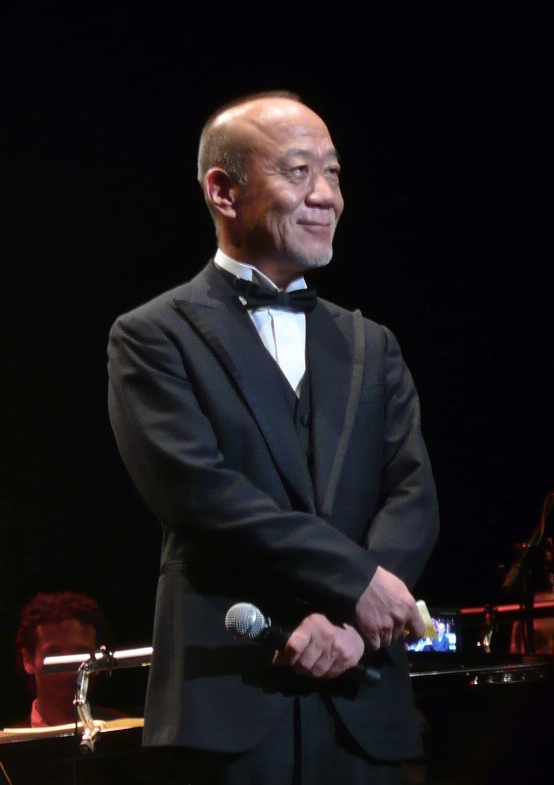
Joe Hisaishi (ici en 2011) a composé de nombreuses bandes originales des films du studio.

Le studio se concentre sur les longs métrages d'animation, dans un pays où les anime et les OAV sont favorisés. Le premier long-métrage d'animation produit au sein du studio Ghibli est donc Le Château dans le ciel, un film d'aventure pour lequel Hayao Miyazaki, à la réalisation, reprend des thèmes explorés dans une série télévisée d'animation à laquelle il avait travaillé avant la création du studio, Conan, le fils du futur. Le projet profite du savoir-faire de Tōru Hara et d'autres animateurs venus de son studio Topcraft, qui ferme cette année-là, et qui rejoignent Ghibli. La direction artistique du Château dans le ciel est assurée par Nizō Yamamoto, qui avait travaillé avec Miyazaki dès sa série animée Conan, le fils du futur en 1978 et avec Takahata pour Kié la petite peste en 1981 et qui reste par la suite un collaborateur durable du studio. Le Château dans le ciel sort en 1986. Le succès est là, mais modéré. Le studio Ghibli se doit de produire rapidement un nouveau film pour assurer sa stabilité financière. Le producteur Toshio Suzuki présente conjointement aux financeurs deux projets diamétralement opposés : Mon voisin Totoro de Hayao Miyazaki, un conte optimiste dans la campagne japonaise, et Le Tombeau des lucioles d'Isao Takahata, l'adaptation de la nouvelle La Tombe des lucioles d'Akiyuki Nosaka qui relate le destin tragique de deux enfants pauvres dans le Japon de l'immédiat après-guerre en 1945. Ayant réussi à réunir les financements de cette façon, Suzuki s'aperçoit vite que la mise en production simultanée de deux films pousse le studio aux extrêmes limites de sa capacité de travail de l'époque. Les deux films sortent enfin, en même temps, le 16 avril 1988. Si les entrées en salles proprement dites ne sont pas suffisantes pour former un succès commercial, les totoros, créatures velues et souriantes de Mon voisin Totoro, deviennent très vite populaires et le studio devient bénéficiaire grâce aux ventes des peluches à leur effigie. Totoro devient dès lors la mascotte du studio Ghibli et apparaît sur son logo.
C'est la sortie de son quatrième film qui assure les bases financières du studio Ghibli : Kiki la petite sorcière, réalisé par Hayao Miyazaki qui adapte librement un roman pour la jeunesse d'Eiko Kadono, remporte un grand succès à sa sortie en salles au Japon le 29 juillet 1989 et rapporte plus de 2 milliards de yens de recettes.

### Années 1990

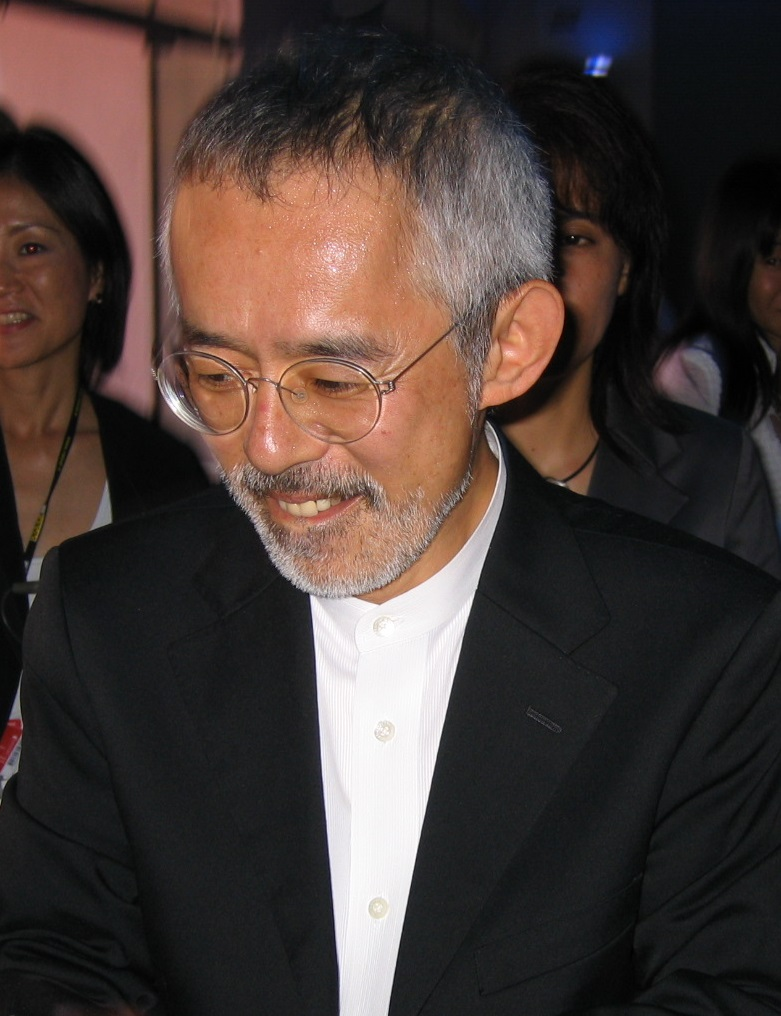
Le producteur Toshio Suzuki devient le président du studio Ghibli en 1990.

Le studio Ghibli opte alors pour une gestion de son personnel inhabituelle par rapport aux pratiques des studios d'animation japonais de l'époque. Au lieu d'employer des animateurs freelances en contrats à durée déterminée, comme c'est alors l'habitude, Toshio Suzuki décide de faire des animateurs des salariés permanents embauchés avec des contrats à durée indéterminée. Les bénéfices de chaque film permettent de payer les salaires pour la production du suivant. Cette organisation rend également possible la formation des animateurs en interne et le renforcement d'un savoir-faire propre au studio. Le film suivant est réalisé par Isao Takahata. Souvenirs goutte à goutte, qui relate le retour à la terre d'une jeune femme de Tokyo partie à la recherche de ses souvenirs d'enfance, sort en 1991 et le succès au box-office est de nouveau au rendez-vous.
Vient ensuite Porco Rosso, réalisé par Hayao Miyazaki, l'histoire d'un aviateur italien des années 1920 qui s'est retrouvé affublé d'une tête de cochon pour des raisons mystérieuses. Sorti en 1992, c'est l'un des tout premiers films d'animation japonais à connaître une diffusion hors du Japon. Le film, présenté au festival d'Annecy en 1993, remporte contre toute attente, le Cristal du long métrage. La chaîne Canal+ en assure alors dans ce pays une diffusion en salles qui se solde par un échec commercial en dépit d'un excellent accueil critique. Ce n'est qu'au cours des années suivantes que le film connaît une seconde vie en vidéo. Mais cet échec à court terme reste la première occasion où un public français non spécialisé découvre les films Ghibli et les réalisations de Hayao Miyazaki, ce qui contribue à poser les bases de leur reconnaissance et de leur succès dans les années suivantes.
Le studio poursuit la production de longs-métrages d'animation tout en expérimentant dans divers domaines, qu'il s'agisse de supports de diffusion ou de la formation de nouveaux talents au sein du studio. Ghibli produit ainsi un téléfilm à petit budget, Je peux entendre l'océan, dont la réalisation est confiée à Tomomi Mochizuki et qui est diffusé en 1993. En 1995, c'est à Hayao Miyazaki de s'essayer à une nouvelle forme : un clip vidéo de six minutes et demie, On Your Mark.
Isao Takahata approfondit l'engagement écologique du studio Ghibli avec son long-métrage suivant, Pompoko, qui s'inspire des croyances au sujet des tanuki en les replaçant dans le contexte de la modernisation du Japon. Sorti en 1994, le film remporte un succès colossal et passe devant Le Roi lion des studios Disney au box-office ; il remporte également plusieurs prix à l'étranger, dont un Cristal du long métrage au festival d'Annecy. Pompoko est le premier film d'animation Ghibli à contenir des animations en images de synthèse, à l'initiative de Takahata. Miyazaki, réticent, adopte peu à peu l'outil pour ses films suivants.
Dans les premières années, seuls les deux fondateurs du studio réalisent leurs films, mais peu à peu, ils laissent la chance à des auteurs plus jeunes. Après Pompoko, c'est au tour de Yoshifumi Kondō, collaborateur de longue date de Miyazaki et Takahata, que le studio confie la réalisation d'un premier film : Si tu tends l'oreille, en 1995. Yoshifumi Kondo, considéré comme le successeur de Miyazaki, meurt le 21 janvier 1998. Miyazaki, qui pensait prendre sa retraite, revient alors sur sa décision et poursuit sa carrière.
Au cours des années 1980 et du début des années 1990, le studio Ghibli reçoit plusieurs offres de la part de studios américains comme la Warner Bros. et la 20th Century Fox pour distribuer ses films aux États-Unis. Le studio décline ces offres, car Hayao Miyazaki se méfie des grands studios américains depuis l'affaire de la version pirate tronquée de Nausicaä de la vallée du vent. Finalement, le 23 juillet 1996, The Walt Disney Company obtient l'exclusivité des droits de distribution à l'étranger des films du studio Ghibli à l'exception du film Le Tombeau des lucioles, possédé en France par Kazé. Au début, sa filiale Buena Vista Distribution choisit de distribuer en France un film du studio Ghibli tous les six mois, et de ne les sortir en DVD qu'après leur exploitation en salle. Mais les plannings changent parfois et la sortie des films au cinéma est parfois espacée de plus d'un an. De plus, Buena Vista France décide de sortir plusieurs films directement en DVD. Aux États-Unis, les films antérieurs à 1997 sont tous diffusés directement en DVD. Certains restent, pendant un temps, introuvables en édition DVD française.

### Princesse MononokéetLe Voyage de Chihiro

Logo français du film Princesse Mononoke (1997).

Le studio Ghibli connaît sa consécration commerciale et critique définitive avec la sortie de Princesse Mononoké, film épique médiéval réalisé par Hayao Miyazaki en 1997. Le studio engage un gros budget pour le film avec 2,35 milliards de yens. Mais Princesse Mononoké connaît un succès inattendu au box-office en attirant plus de 13 millions de spectateurs et en rapportant 17,76 milliards de yens. Cette fois, le succès dépasse les frontières du Japon. Le spécialiste de l'animation Sébastien Denis estime que Princesse Mononoké est une révélation au niveau mondial en matière de film d'animation japonais.
Isao Takahata réalise le long-métrage suivant : Mes voisins les Yamada, qui sort en 1999. Rompant avec le style de la plupart des autres films du studio, le film adopte un graphisme à la simplicité trompeuse, très proche du manga qu'il adapte, Mes voisins les Yamada d'Hisaichi Ishii, qui suit avec humour et poésie la vie d'une famille japonaise typique. Le film n'obtient pas le même succès que Princesse Mononoké mais contribue à la reconnaissance critique du studio et du réalisateur.
En 2001, le studio Ghibli ouvre un musée Ghibli à Mitaka, dans la banlieue de Tokyo.
Le Voyage de Chihiro, le film suivant de Hayao Miyazaki, sort en 2002 et remporte un succès encore plus considérable au Japon : avec 23 millions de spectateurs et presque 30 milliards de yens de recettes, il devient le plus grand succès japonais de l'histoire du cinéma. Mais le succès est autant critique que commercial, car le film remporte une moisson de prix à l'étranger, dont l'Ours d'or au Festival du film de Berlin en 2002 et l'Oscar du meilleur film d'animation en 2003.

### Recherche de nouveaux réalisateurs

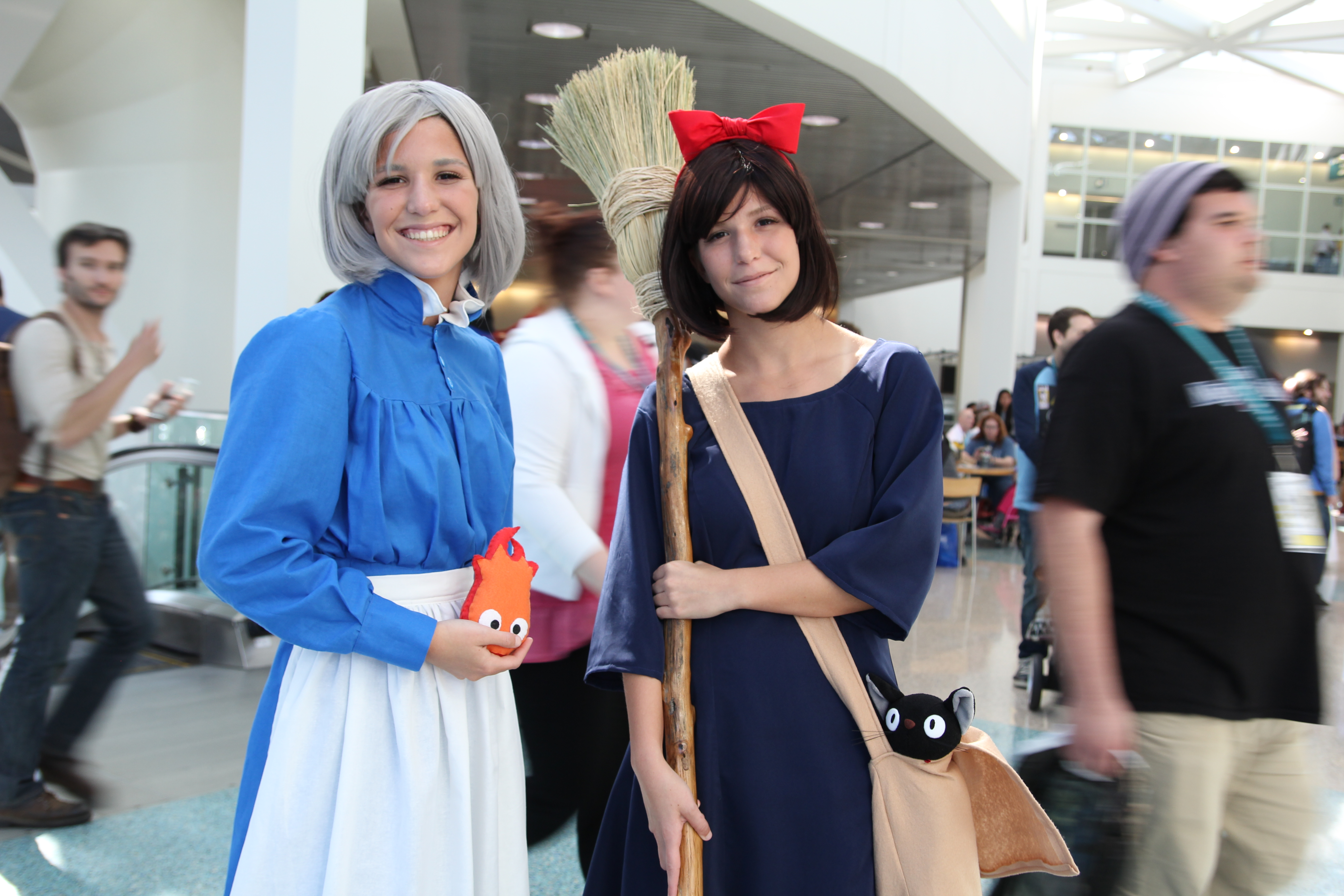
Deux fans en cosplay inspirés respectivement des personnages de Sophie du Château ambulant et de Kiki dans Kiki la petite sorcière.

L'année 2002 voit également la sortie d'un film réalisé par Hiroyuki Morita, Le Royaume des chats, qui forme plus ou moins une suite à Si tu tends l'oreille. Le projet s'inscrit dans la volonté du studio de former des réalisateurs plus jeunes aptes à prendre la suite des deux fondateurs que sont Miyazaki et Takahata. Plus court que les précédents films Ghibli (70 minutes au lieu de 1 h 30 à 2 h en moyenne), il est diffusé en salle accompagné par une sélection de courts-métrages animés par le studio. Davantage tourné vers un divertissement léger et familial que les autres productions Ghibli du moment, Le Royaume des chats reste un succès commercial au Japon. Hors du Japon, il n'est diffusé en salles qu'en France, où il fait trois fois moins d'entrées que Le Voyage de Chihiro.
En 2005 sort Le Château ambulant, long-métrage d'animation réalisé par Hayao Miyazaki et librement inspiré par le roman Le Château de Hurle de l'écrivaine britannique Diana Wynne Jones. Annoncé comme en production dès 2001, le film doit d'abord être réalisé par Mamoru Hosoda, mais la collaboration entre ce réalisateur et le studio ne se passe pas bien et Miyazaki se charge finalement de la réalisation, qu'il décide de reprendre à zéro. Le film est remis en production en 2003, avec un budget important et une animation ambitieuse dans son degré de détail. Le film remporte un immense succès au Japon et dépasse le million d'entrées en France.
À l'occasion de la sortie du Château ambulant en France, une exposition est organisée par BVI France, la branche française de Buena Vista International (qui assure alors la diffusion des films Ghibli). Consacrée conjointement à Hayao Miyazaki et au dessinateur Jean Giraud, alias Mœbius, l'exposition Miyazaki Mœbius. Deux artistes dont les dessins prennent vie se tient à l'hôtel de la Monnaie à Paris de décembre 2004 à mars 2005. Elle insiste sur l'aspect de créateurs d'univers des deux artistes et sur leur influence mutuelle.
Le projet suivant des studios Ghibli doit être au départ un nouveau film de Miyazaki, adapté du Cycle de Terremer, une saga de fantasy de l'écrivaine américaine Ursula K. Le Guin, qu'il désire adapter depuis longtemps. Censé prendre sa retraite, Hayao Miyazaki a cependant du mal à confier la réalisation à quelqu'un d'autre. Le producteur Toshio Suzuki décide alors de confier le projet à Gorō Miyazaki, le fils de Miyazaki. Gorō Miyazaki travaille pour le musée Ghibli et a une formation de paysagiste et non d'animateur. Hayao Miyazaki a beaucoup de mal à accepter ce choix, et les deux hommes ne se parlent pas pendant toute la production. Celle-ci se déroule pourtant au rythme prévu et Les Contes de Terremer sort en 2006. La presse se montre critique, notamment envers le manichéisme de l'intrigue, qui tranche avec les films précédents du studio. Le film réalise toutefois une bonne performance au box-office japonais avec quatre millions d'entrées.

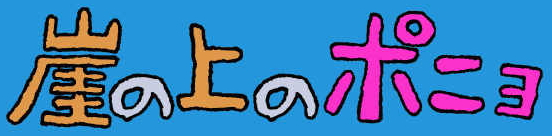
Titre japonais de Ponyo sur la falaise (2008).

Ponyo sur la falaise, sorti en 2008, voit le retour d'Hayao Miyazaki à la réalisation, pour un film aux graphismes délibérément plus épurés et plus naïfs que ceux des derniers films en date du studio. En partie inspiré par une nouvelle de Natsume Sōseki, La Porte, et par les souvenirs et les voyages du réalisateur, le film renoue avec l'esprit enfantin de Mon voisin Totoro pour narrer la fuite d'une sirène déterminée à devenir humaine et sa rencontre avec un petit garçon.
Le studio confie la réalisation de son film suivant à un nouveau réalisateur : Hiromasa Yonebayashi, qui travaille chez Ghibli depuis 1996. Arrietty : Le Petit Monde des Chapardeurs s'inspire librement de la série de romans de fantasy pour la jeunesse, Les Chapardeurs (The Borrowers), de l'écrivaine britannique Mary Norton. Le film sort au Japon en 2010.

### Années 2010-2020

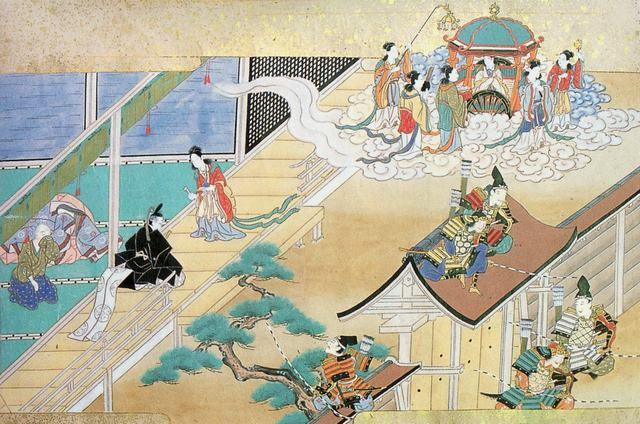
Illustration d'un emaki (rouleau peint) vers 1650 relatant le conte Kaguya-hime, qu'Isao Takahata adapte au cinéma avec Le Conte de la princesse Kaguya en 2013.

La Colline aux coquelicots, deuxième film réalisé par Gorō Miyazaki, d'après le manga de Chizuru Takahashi et Tetsurō Sayama, est l'occasion d'une collaboration apaisée entre le fils et son père. La production est perturbée par le séisme du 11 mars 2011 mais sort à la date prévue en juillet 2011. Le film relate une histoire d'amour et de secrets de famille dans le Japon des années 1960.
Le 5 juin 2012, le porte-parole de la compagnie new-yorkaise GKIDS (en) annonce avoir obtenu les droits de distribution nord-américains pour La Colline aux coquelicots, long-métrage sorti en 2011 au Japon : c'est la première fois depuis une quinzaine d'années qu'un film est distribué hors du Japon par une autre entreprise que Disney[réf. nécessaire].
L'année 2013 voit la sortie de deux longs-métrages réalisés par les deux fondateurs du studio. En juillet, Le vent se lève de Hayao Miyazaki retrace le parcours de Jirō Horikoshi, ingénieur en aéronautique militaire au début du XXe siècle, tiraillé entre sa passion pour l'aéronautique, une marche à la guerre qui le dépasse et ses sentiments pour une jeune femme tuberculeuse. Le film ne recourt au merveilleux que dans les scènes de rêve. Malgré des critiques parfois déconcertées, le film prend la tête du box-office japonais de l'année. En décembre, Le Conte de la princesse Kaguya, d'Isao Takahata, adapte le conte traditionnel japonais Kaguya-hime (La Princesse Kaguya) dans un univers visuel tout en aquarelles. La production dépasse largement les délais prévus et met en difficulté la campagne publicitaire initialement prévue (la sortie devait coïncider avec celle de Le Vent se lève). Le film est accueilli par la critique comme un chef-d'œuvre, au Japon puis en France, mais ne parvient pas au succès escompté dans les salles, ce qui fait perdre de l'argent au studio.
Souvenirs de Marnie, qui sort au Japon à l'été 2014, est le deuxième long-métrage de Hiromasa Yonebayashi (déjà réalisateur d’Arrietty : Le Petit Monde des Chapardeurs). Inspiré du roman de l'écrivaine britannique Joan G. Robinson, il développe une intrigue mêlant secrets de famille et surnaturel'. Le film est très bien accueilli par la critique, mais le succès commercial n'est pas au rendez-vous.
Une rumeur se diffuse le 3 août 2014 sur des sites anglophones et est reprise en France, annonçant l'arrêt de la production de longs-métrages,. Cependant, elle semble infondée et basée sur une erreur de traduction d'une interview de Toshio Suzuki, le producteur. Suzuki évoque une « pause », une « reconstruction » et une « restructuration », ce qui pourrait signifier une réorganisation et un recentrage des activités du studio.
En octobre 2014, pour la première fois en Occident, le studio Ghibli expose 1 300 dessins originaux, introduisant la technique du lay-out ou dessin préparatoire au musée des Arts ludiques de Paris, un procédé d'animation essentiel et inédit du studio. Initié par Isao Takahata, ce procédé, antérieur à la création du studio, persiste et permet d'après le cofondateur de « définir le point de vue, le cadrage, l'angle de la caméra, la taille des personnages et ce qui apparait à l'écran ».

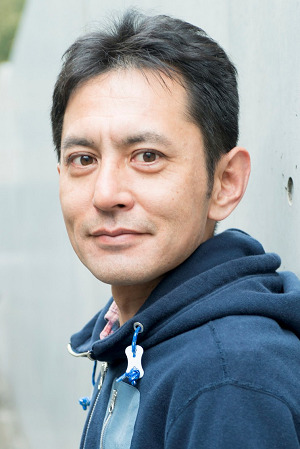
Gorō Miyazaki, architecte et réalisateur, en 2017.

Le studio participe alors à une coproduction internationale, La Tortue rouge, réalisée par le néerlandais Michael Dudok de Wit et à laquelle participent des sociétés de production françaises, belge et allemande. Le film sort en 2016. La même année, Hayao Miyazaki commence à travailler sur un nouveau projet, Le Garçon et le Héron, un long-métrage animé adapté du roman Et vous, comment vivrez-vous ? de Genzaburō Yoshino, publié en 1937. À la fin de l'année 2019, aucune date de sortie n'est annoncée. Le 1er janvier 2020, le studio annonce qu'un deuxième film est en production en plus de celui-là. En juin 2020, le studio indique que ce deuxième film s'intitulera Aya et la Sorcière, qu'il est réalisé par Goro Miyazaki et qu'il s'agit d'un long-métrage entièrement produit en images de synthèse, adapté du roman Aya et la Sorcière (Earwig and the Witch) de Diana Wynne Jones.
L'année 2020 voit le studio Ghibli modifier ses partenariats en matière de distribution de ses films à l'étranger. Selon les termes d'un partenariat avec la plate-forme de vidéo à la demande Netflix, l'intégralité des longs-métrages produits par Ghibli (excepté la coproduction La Tortue rouge) deviennent visionnables en ligne sur cette plate-forme en Europe, au Moyen-Orient, en Afrique et en Océanie en 2020, tandis que la plate-forme HBO Max obtient les droits de diffusion sur Internet aux États-Unis ; Le Tombeau des lucioles y est disponible dès décembre 2019. En septembre 2020, le distributeur européen Wild Bunch annonce avoir acquis les droits de distribution du catalogue du Studio Ghibli en France, succédant à Disney.
Le Garçon et le Héron, long-métrage réalisé par Hayao Miyazaki, sort au Japon le 14 juillet 2023 sans aucune campagne publicitaire préalable. Le film génère 1,83 milliard de yens, soit l'équivalent de 13,2 millions de dollars américains, durant son premier week-end d'exploitation en salles, et connaît ainsi le meilleur démarrage jamais obtenu par un film du studio Ghibli, devant celui du Château ambulant qui avait obtenu 1,48 milliard de yens durant le premier week-end à sa sortie en 2004.
En octobre 2023, le Studio Ghibli devient une filiale du groupe de télévision privé japonais Nippon Television, diffuseur habituel des films Ghibli. C'est une décision de Hayao Miyazaki et du producteur Toshio Suzuki. Âgés de 82  et   75 ans, ils souhaitent consacrer moins d'énergie à la gestion du studio.
Le studio Ghibli est récompensé à titre collectif par une Palme d'or d'honneur lors du festival de Cannes 2024.
Au début de l'année 2025, dans le contexte de la guerre à Gaza de 2023-2025, des internautes s'insurgent contre l'usage par l'armée israélienne de dessins générés par intelligence artificielle utilisant le style du studio Ghibli, qu'ils considèrent comme un détournement du message pacifiste d’Hayao Miyazaki.

## Filmographie

### Longs métrages
Les années correspondent aux premières dates de sorties, généralement japonaises. Nausicaä de la Vallée du Vent, sorti en 1984, ne fait pas partie de cette liste, car ce film est réalisé avant la création du studio, et ce, même si Ghibli s'y réfère comme faisant partie de son catalogue.
- 1986 : Le Château dans le ciel (天空の城ラピュタ, Tenkū no shiro Rapyuta?) de Hayao Miyazaki
- 1988 : Mon voisin Totoro (となりのトトロ, Tonari no Totoro?) de Hayao Miyazaki
- 1988 : Le Tombeau des lucioles (火垂るの墓, Hotaru no haka?) d'Isao Takahata
- 1989 : Kiki la petite sorcière (魔女の宅急便, Majo no takkyūbin?) de Hayao Miyazaki
- 1991 : Souvenirs goutte à goutte (おもひでぽろぽろ, Omohide poro poro?) d'Isao Takahata
- 1992 : Porco Rosso (紅の豚, Kurenai no buta?) de Hayao Miyazaki
- 1993 : Je peux entendre l'océan (海がきこえる, Umi ga kikoeru?) de Tomomi Mochizuki — téléfilm
- 1994 : Pompoko (平成狸合戦ぽんぽこ, Heisei tanuki gassen Ponpoko?) d'Isao Takahata
- 1995 : Si tu tends l'oreille (耳をすませば, Mimi o sumaseba?) de Yoshifumi Kondō
- 1997 : Princesse Mononoké (もののけ姫, Mononoke hime?) de Hayao Miyazaki
- 1999 : Mes voisins les Yamada (ホーホケキョ となりの山田くん, Hōhokekyo tonari no Yamada-kun?) d'Isao Takahata
- 2001 : Le Voyage de Chihiro (千と千尋の神隠し, Sen to Chihiro no kamikakushi?) de Hayao Miyazaki
- 2002 : Le Royaume des chats (猫の恩返し, Neko no ongaeshi?) de Hiroyuki Morita
- 2004 : Le Château ambulant (ハウルの動く城, Hauru no ugoku shiro?) de Hayao Miyazaki
- 2006 : Les Contes de Terremer (ゲド戦記, Gedo senki?) de Gorō Miyazaki
- 2008 : Ponyo sur la falaise (崖の上のポニョ, Gake no ue no Ponyo?) de Hayao Miyazaki
- 2010 : Arrietty, le petit monde des chapardeurs (借りぐらしのアリエッティ, Karigurashi no Arietti?) de Hiromasa Yonebayashi
- 2011 : La Colline aux coquelicots (コクリコ坂から, Kokuriko zaka kara?) de Gorō Miyazaki
- 2013 : Le vent se lève (風立ちぬ, Kaze tachinu?) de Hayao Miyazaki
- 2013 : Le Conte de la princesse Kaguya (かぐや姫の物語, Kaguya-Hime no Monogatari?) d'Isao Takahata
- 2014 : Souvenirs de Marnie (思い出のマーニー, Omoide no Marnie?) de Hiromasa Yonebayashi
- 2016 : La Tortue rouge (レッドタートル ある島の物語, Reddotātoru aru shima no monogatari?) de Michael Dudok de Wit — coproduction[60],[61]
- 2020 : Aya et la Sorcière (アーヤと魔女, Âya to majo?) de Gorō Miyazaki[62] — coproduction — téléfilm
- 2023 : Le Garçon et le Héron (君たちはどう生きるか, Kimi-tachi wa dō ikiru ka?) de Hayao Miyazaki

### Courts métrages
- 1992 : Sora Iro no Tane (en) (そらいろのたね, Sora Iro no Tane?)[63] de Hayao Miyazaki
- 1992 : Nandarō (なんだろう?)[64] de Hayao Miyazaki
- 1995 : On Your Mark (オン・ユア・マーク, On Yua Māku?) de Hayao Miyazaki — vidéo clip
- 2000 : Ghiblies (ギブリーズ, Giburīzu?) de Yoshiyuki Momose
- 2001 : La Chasse à la baleine (くじらとり, Kujiratori?) de Hayao Miyazaki — Musée Ghibli
- 2002 : La Grande Excursion de Koro (コロの大さんぽ, Koro no Daisanpo?) de Hayao Miyazaki — Musée Ghibli
- 2002 : Ghiblies Episode 2 (ギブリーズ episode2, Giburīzu episōdo tsū?) de Yoshiyuki Momose
- 2002 : Mei et le Chatonbus (めいとこねこバス, Mei to Konekobasu?) de Hayao Miyazaki — Musée Ghibli
- 2002 : Kūsō no sora tobu kikaitachi (空想の空飛ぶ機械達, Kûsô no Sora Tobu Kikaitachi?) de Hayao Miyazaki — Musée Ghibli
- 2006 : À la recherche d'une maison (やどさがし, Yadosagashi?) de Hayao Miyazaki — Musée Ghibli
- 2006 : Monomon l'araignée d'eau (水グモもんもん, Mizugumo Monmon?) de Hayao Miyazaki — Musée Ghibli
- 2006 : Le Jour où j'ai cultivé une étoile (星をかった日, Hoshi o katta hi?) de Hayao Miyazaki — Musée Ghibli
- 2006 : La Nuit de Taneyamagahara (種山ヶ原の夜, Taneyamagahara no Yoru?) de Kazuo Oga
- 2007 : Iblard Jikan (イバラード時間, Ibarādo Time?) de Naohisa Inoue
- 2010 : Les Souris sumo (ちゅうずもう, Chu-zumo?) de Akihiko Yamashita (en) — Musée Ghibli
- 2010 : M. Pâte et la princesse Œuf (パン種とタマゴ姫, Pandane to Tamago Hime?) de Hayao Miyazaki — Musée Ghibli
- 2011 : La Chasse au trésor (たからさがし, Takara Sagashi?) de Hayao Miyazaki — Musée Ghibli
- 2012 : Un dieu-guerrier géant apparaît à Tokyo (巨神兵東京に現わる, Kyoshinhei Tōkyō ni arawaru?) de Shinji Higuchi — prises de vue réelles
- 2018 : Boro la petite chenille (毛虫のボロ, Kemushi no Boro?) de Hayao Miyazaki — Musée Ghibli
- 2022 : Zen : Grogu et les Susuwatari (禅 グローグーとマックロクロスケ, Zen: Grogu to Makkuro Kurosuke?) de Katsuya Kondō — collaboration avec Lucasfilm — Disney+

### Documentaire
1987: L'Histoire des canaux de Yanagawa (柳川堀割物語, Yanagawa horiwari monogatari) d'Isao Takahata

### Jeux vidéo
Les jeux auxquels le studio ou l'un de ses membres a participé :
- 1998 : Jade Cocoon : La Légende de Tamamayu (玉繭物語, Tamamayu Monogatari?) : PlayStation, character design de Katsuya Kondō
- 2010 : Ni no kuni : La Vengeance de la sorcière céleste (ニノ国?) : Nintendo DS, Nintendo Switch, PlayStation 3 et 4 ; animations et character design
- 2018 : Ni no kuni II : L'Avènement d'un nouveau royaume : PS4 et PC ; animations et character design

### Séries

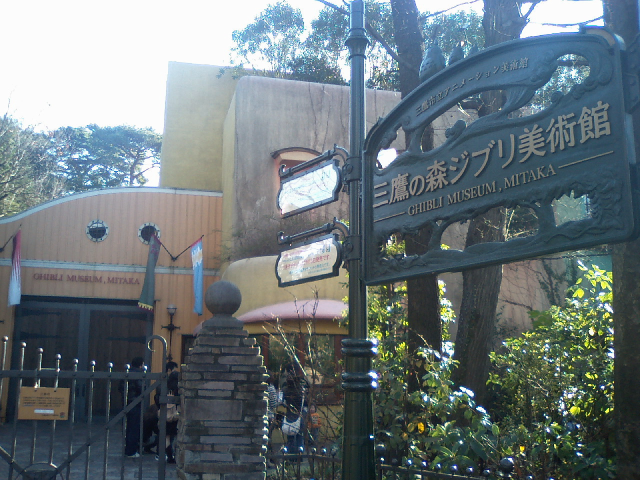
L'entrée du musée Ghibli.

- 2014-2015 : Ronja fille de brigand (山賊の娘ローニャ, Sanzoku no Musume Rōnya?) de Gorō Miyazaki

## Musée Ghibli

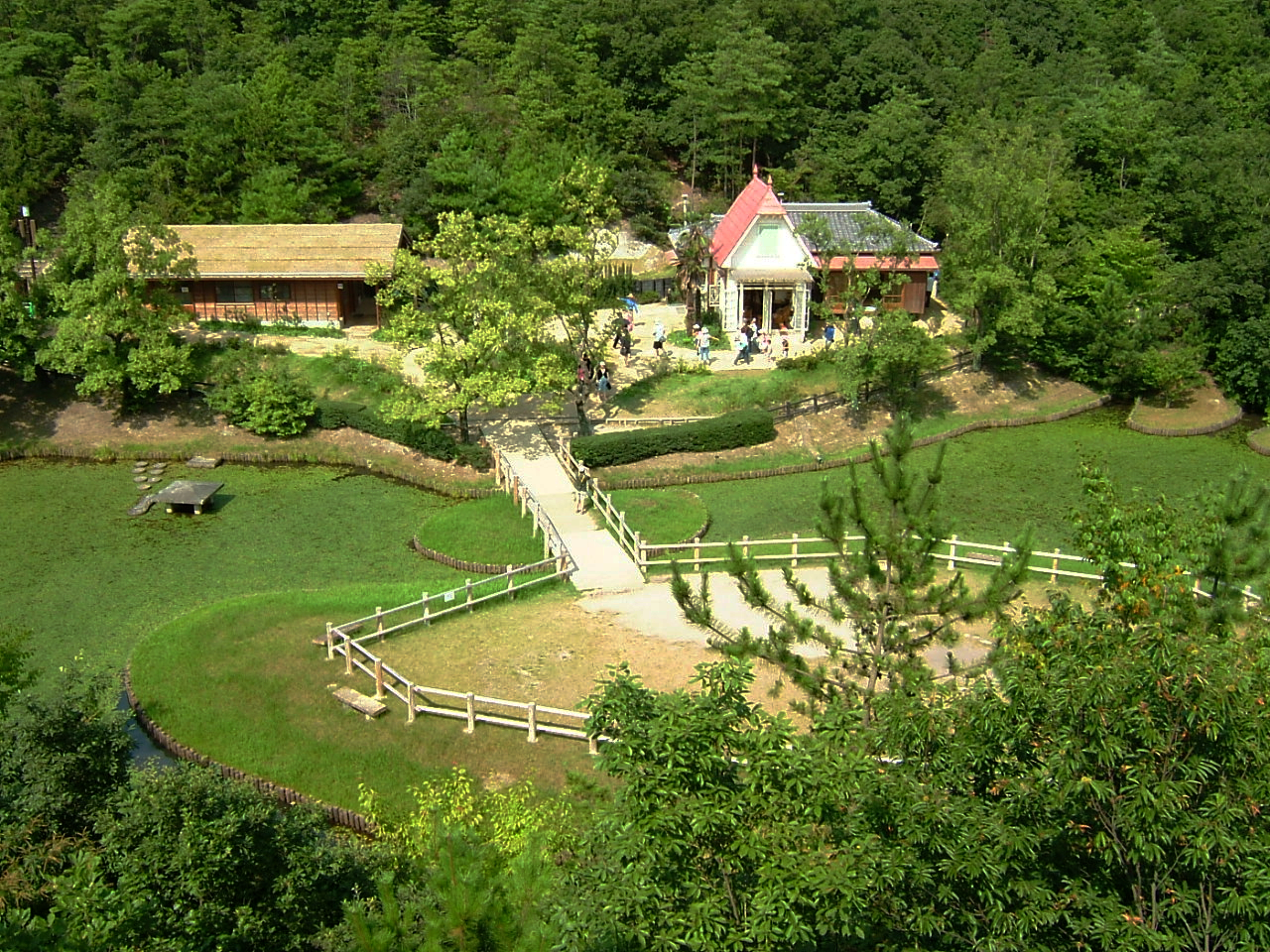
La maison de Satsuki et Mei, issue du film Mon voisin Totoro et bâtie pour l'Exposition universelle 2005, est ensuite intégrée au parc Ghibli.

Après neuf ans de préparatifs, le studio Ghibli ouvre un musée Ghibli en octobre 2001 à Mitaka, dans la banlieue de Tokyo. L'architecture du musée a été conçue par Gorō Miyazaki. Le musée présente des expositions permanentes et des expositions temporaires, un cinéma projetant des courts-métrages visionnables uniquement là et plusieurs commerces. Les expositions revêtent un aspect éducatif, en exposant les étapes de la création d'un film d'animation, ainsi qu'un aspect de divertissement, en proposant des décors inspirés des films du studio.

## Parc Ghibli
En 2005, le studio Ghibli inaugure une reconstitution de la maison de Satsuki et Mei, l'un des principaux lieux du film d'animation Mon voisin Totoro. Elle est construite dans le Parc d'expositions d'Aichi, dans la ville de Nagakute, dans la préfecture d'Aichi, dans le cadre de l'Exposition universelle de 2005 que la ville accueille cette année-là.
En 2017, Toshio Suzuki annonce qu'un parc d'attraction Ghibli est en projet dans ce même parc d'exposition d'Aichi, pour une ouverture initialement prévue en 2020. Le parc s'étendra sur un peu plus de 7 hectares (le parc d'exposition englobant près de 200 hectares), ce qui en fait la plus grande attraction Ghibli jamais construite,. En 2018, la préfecture d'Aichi rend publiques des informations sur son futur plan. Le parc sera divisé en plusieurs zones, consacrées aux univers de plusieurs films produits par le studio. L'ouverture du parc a eu lieu le 1er novembre 2022, avec trois zones : Seishun no Oka Area (La Colline de la jeunesse, englobant la maison de Satsuki et Mei qui préexistait au parc), Ghibli no Ōsōko Area (le Magasin géant Ghibli) et Dondoko Mori Area (la Forêt de Dondoko). L'ouverture de deux autres zones, Mononoke no Sato Area (le village de Mononoke) et Majo no Tani Area (la Vallée de la sorcière), est prévue pour 2023.

## Distinctions
Le studio Ghibli est récompensé à titre collectif par une Palme d'or d'honneur lors du festival de Cannes 2024.